# Spilococcus filicicola
Spilococcus filicicola är en insektsart som först beskrevs av Robert Newstead 1898.  Spilococcus filicicola ingår i släktet Spilococcus och familjen ullsköldlöss. Inga underarter finns listade i Catalogue of Life.